# Grundgesetz Ungarns
Das Grundgesetz Ungarns (ungarisch Magyarország Alaptörvénye) regelt die politische und rechtliche Grundordnung des mitteleuropäischen Landes. Es wurde am 18. April 2011 verabschiedet, am 25. April 2011 unterzeichnet und wird daher auch als Osterverfassung bezeichnet. Am 1. Januar 2012 trat es in Kraft.

## Entstehungsgeschichte

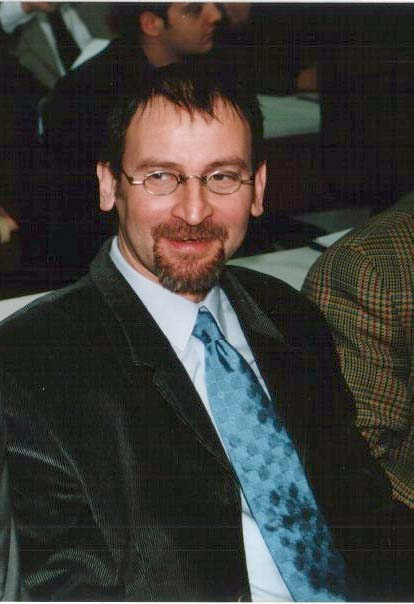
József Szájer, Vorsitzender des Verfassungsausschusses, war einer der Köpfe der ungarischen Verfassung von 2011.

Am 20. August 1949 gab sich die von der Partei der Ungarischen Werktätigen (MDP) regierte Volksrepublik Ungarn eine sozialistische Verfassung nach sowjetischem Vorbild, die bis 1989 in ihren Grundzügen bestehen blieb. Im Zuge der politischen Wende 1989 wurde das politische und rechtliche System auf eine neue Grundlage gestellt, indem sich Ungarn als parlamentarische Demokratie und Rechtsstaat proklamierte. Dies geschah im Rahmen einer umfassenden Verfassungsänderung, die am 23. Oktober 1989 in Kraft trat. Die alte Verfassung von 1949 blieb also formal bestehen, allerdings in stark veränderter Form.
Bei den Parlamentswahlen im April 2010 gewann die nationalkonservative Fidesz-Partei die Zweidrittelmehrheit im ungarischen Parlament. Im Juni 2010, zwei Monate nach der Wahl, setzte die neue Regierung (Kabinett Orbán II) eine Verfassungskommission ein, die eine neue Verfassung erarbeiten sollte. Am 7. Februar 2011 kündigte Ministerpräsident Viktor Orbán eine neue Verfassung noch im selben Jahr an. Ein Entwurf der Regierungspartei wurde am 15. März dem Parlament vorgelegt und nach einigen Änderungen am 18. April 2011 mit 262 von 385 Stimmen verabschiedet; 78 Oppositionsabgeordnete waren der Abstimmung ferngeblieben. Präsident Pál Schmitt unterzeichnete den Entwurf am 25. April 2011;
sie trat zum 1. Januar 2012 in Kraft (Schlussbestimmungen des Verfassungstextes, Absatz 1).
Die ungarische Bevölkerung konnte in Fragebögen zu zwölf ausgewählten, eher nebensächlichen Aspekten der neuen Verfassung vorab Stellung beziehen. Darin wurde unter anderem gefragt, ob in der neuen Verfassung neben den staatsbürgerlichen Rechten auch Pflichten der Staatsbürger festgelegt werden sollten, ob Eltern ein Stimmrecht für ihre Kinder ausüben dürfen sollten oder ob Gerichte die tatsächlich lebenslange Freiheitsstrafe verhängen dürfen sollten. Daneben wurden auch Fragen nach der Besteuerung der Kosten der Kindererziehung, nach der Teilnahme von Unternehmen an öffentlichen Ausschreibungen oder nach dem Schutz von ausschließlich in Ungarn heimischen Tier- und Pflanzenarten gestellt. Nicht gefragt wurde, ob überhaupt eine neue Verfassung nötig sei. Die Fragebögen wurden von der Regierung an alle rund acht Millionen Wahlberechtigten verschickt. Beantwortet wurden nach Angaben des Fidesz-Politikers József Szájer, der Vorsitzender des Verfassungsausschusses und des Konsultationsausschusses war, welcher die Fragebögen erstellt hatte, nur rund 800.000 Fragebögen, nach Aussage des Ministerpräsidenten Orbán 900.000 Fragebögen, was letzterer als „repräsentatives Ergebnis“ bezeichnete. Ein Verfassungsreferendum fand nicht statt, war jedoch von der alten Verfassung auch nicht vorgeschrieben.

## Gliederung

Wappen Ungarns

Die Verfassung gliedert sich in eine Präambel und drei große Abschnitte, die teilweise in weitere Abschnitte unterteilt sind. Der erste Abschnitt trägt die Überschrift „Grundlegendes“ und enthält 20 mit Großbuchstaben bezeichnete Artikel mit grundsätzlichen Bestimmungen unter anderem zur Staatsbezeichnung, Staatsform, Gewaltenteilung, Anwendbarkeit europäischen und internationalen Rechts, Verwaltungsgliederung, Staatsangehörigkeit, zu Ehe und Familie sowie zu Grundprinzipien des Wirtschaftssystems und der Haushaltsführung. Geregelt sind auch nationale Symbole und Insignien des Staates wie Wappen, Flagge, Nationalhymne und Nationalfeiertage sowie der Forint als Landeswährung.
Der zweite Abschnitt ist mit „Freiheit und Verantwortung“ überschrieben und umfasst einen 31 Artikel zählenden Grundrechtekatalog. Die Artikel sind in römischen Ziffern nummeriert.
Abschnitt drei trägt den Titel „Der Staat“. Hierin ist die Ausgestaltung des Staates bzw. der drei Gewalten (Legislative, Exekutive, Judikative) vorgegeben. Dieser Abschnitt besteht aus 54 Artikeln, die in arabischen Ziffern nummeriert sind. Der Teilabschnitt „Besondere Rechtsordnung“ umfasst Regelungen für den Not- und den Ausnahmezustand sowie für äußere Bedrohungen des Staates.
| Artikel  | Bezeichnung (deutsch)                                              | Bezeichnung (ungarisch)                                                |
| Präambel | Nationales Bekenntnis                                              | Nemzeti Hitvallás                                                      |
| A–T      | Grundlegendes                                                      | Alapvetés                                                              |
| I–XXXI   | Freiheit und Verantwortung                                         | Szabadság és felelősség                                                |
|          | Der Staat                                                          | Az állam                                                               |
| 1–7      | Das Parlament                                                      | Az Országgyűlés                                                        |
| 8        | Volksabstimmung auf Landesebene                                    | Országos népszavazás                                                   |
| 9–14     | Der Präsident der Republik                                         | A köztársasági elnök                                                   |
| 15–22    | Die Regierung                                                      | A Kormány                                                              |
| 23       | Selbständige Regulierungsorgane                                    | Önálló szabályozó szervek                                              |
| 24       | Das Verfassungsgericht                                             | Az Alkotmánybíróság                                                    |
| 25–28    | Gerichte                                                           | A bíróság                                                              |
| 29       | Staatsanwaltschaft                                                 | Az ügyészség                                                           |
| 30       | Der Ombudsmann für Grundrechte                                     | Az alapvető jogok biztosa                                              |
| 31–35    | Die örtlichen Selbstverwaltungen                                   | A helyi önkormányzatok                                                 |
| 36–44    | Öffentliche Gelder                                                 | A közpénzek                                                            |
| 45       | Die Ungarische Armee                                               | A Magyar Honvédség                                                     |
| 46       | Polizei und Dienste für Nationale Sicherheit                       | A rendőrség és a nemzetbiztonsági szolgálatok                          |
| 47       | Entscheidung über die Teilnahme an militärischen Operationen       | Döntés katonai műveletekben való részvételről                          |
|          | Besondere Rechtsordnung                                            | A különleges jogrend                                                   |
| 48       | Gemeinsame Regelungen für den Ausnahmezustand und für den Notstand | A rendkívüli állapotra és a szükségállapotra vonatkozó közös szabályok |
| 49       | Ausnahmezustand                                                    | A rendkívüli állapot                                                   |
| 50       | Notstand                                                           | A szükségállapot                                                       |
| 51       | Präventive Verteidigungssituationen                                | A megelőző védelmi helyzet                                             |
| 52       | Unerwarteter Angriff                                               | A váratlan támadás                                                     |
| 53       | Gefahrensituationen                                                | A veszélyhelyzet                                                       |
| 54       | Gemeinsame Regelungen in Bezug auf eine besondere Rechtsordnung    | A különleges jogrendre vonatkozó közös szabályok                       |
|          | Schlussbestimmungen                                                | Záró rendelkezések                                                     |

## Inhalt

### Präambel
Die umfangreiche Präambel der ungarischen Verfassung ist als „Nationales Bekenntnis“ (Nemzeti Hitvallás) überschrieben. Ihr ist der erste Satz der ungarischen Nationalhymne „Gott, segne die Ungarn“ (Isten, áldd meg a magyart) vorangestellt. Die eigentliche Präambel umfasst eine Erklärung der „Mitglieder der ungarischen Nation“, welche sich dabei als ethnisch-kulturell definierte Kulturnation versteht, die „Verantwortung für alle Ungarn“ übernehme. Betont wird der Stolz auf gemeinsame Vorfahren, „die großartigen geistigen Schöpfungen ungarischer Menschen“ sowie darauf, dass das ungarische Volk „Jahrhunderte hindurch Europa in Kämpfen verteidigt und mit seinen Begabungen und seinem Fleiß die gemeinsamen Werte Europas vermehrt“ habe. Die in Ungarn lebenden ethnischen Minderheiten werden zwar als „staatsbildender Teil der ungarischen politischen Gemeinschaft“, nicht jedoch als Bestandteil der „ungarischen Nation“ charakterisiert. Letztere verpflichte sich, „unser [= der ungarischen Nation] Erbe, unsere einzigartige Sprache, die ungarische Kultur, die Sprache und Kultur der in Ungarn lebenden Nationalitäten“ zu bewahren. Die Formulierung differenziert zwischen einer auf „ungarische[r] Kultur“ und Sprache begründeten ungarischen Nation und davon separaten „in Ungarn lebenden Nationalitäten“. Des Weiteren fasst die Präambel die wesentlichen Staatsziele zusammen. Sie enthält ein Bekenntnis zu Menschenwürde, Frieden, Sicherheit, Ordnung, Wahrheit und Freiheit. Der Staat solle den Bürgern dienen, sich deren „Angelegenheiten mit Billigkeit, ohne Missbrauch oder Voreingenommenheit“ widmen und „Hilfsbedürftigen und Armen“ helfen.

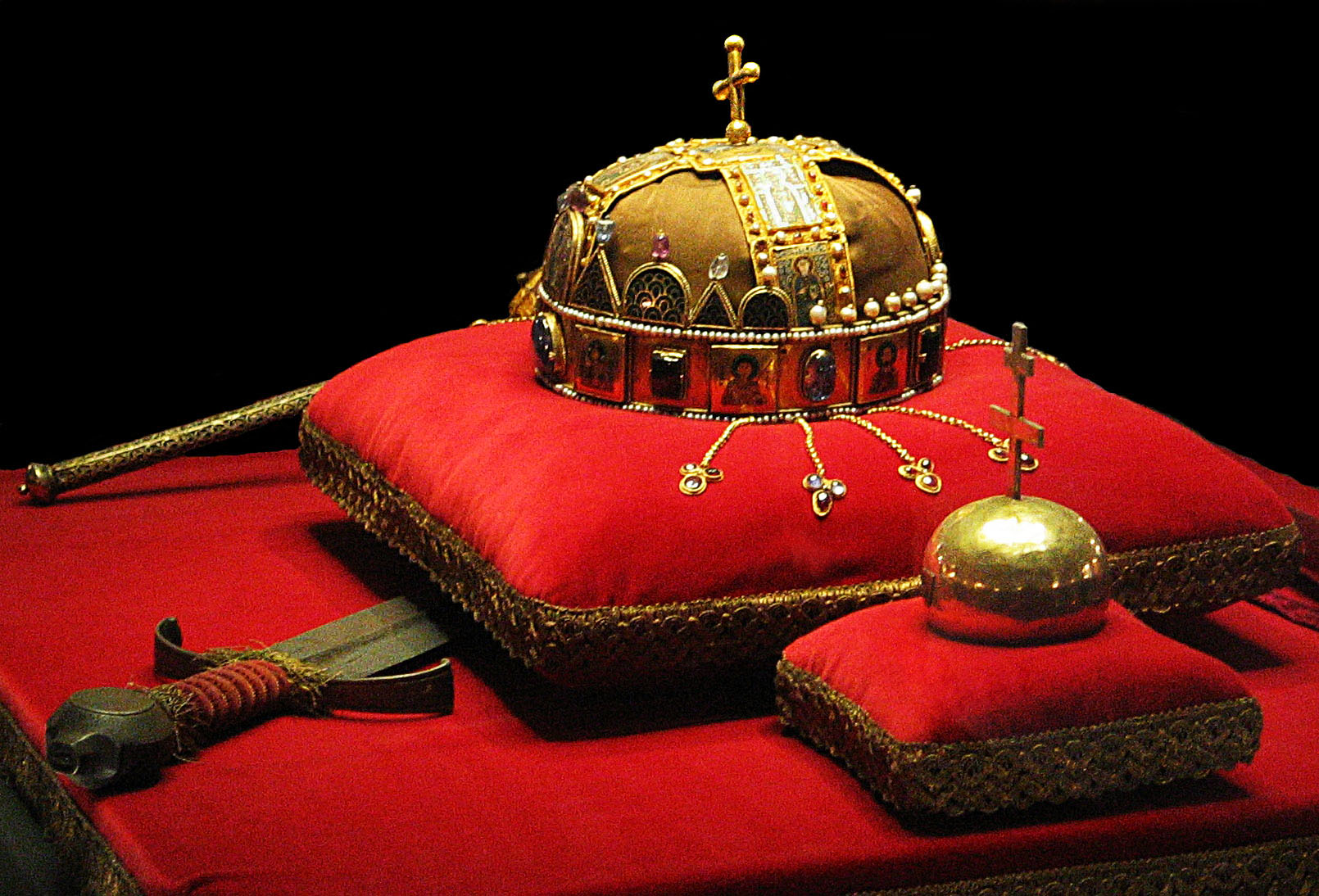
Die „Heilige Krone“

Breiten Raum nehmen nationalistisch aufgeladene Verweise auf die ungarische Geschichte ein. So ehrt die Präambel König Stephan den Heiligen, der „den ungarischen Staat vor tausend Jahren auf feste Grundlagen gestellt“ und die ungarische „Heimat zu einem Bestandteil des christlichen Europas machte“. Gelobt werden die „Errungenschaften“ der „historischen Verfassung“, die jedoch begrifflich unklar bleibt. Die „staatliche Kontinuität Ungarns“ werde durch die „Heilige Krone“ (Szent Korona) verkörpert. Die Präambel bezieht sich auch positiv auf den als „Revolution“ bezeichneten Ungarischen Volksaufstand von 1956. Der 19. März 1944, der Tag der Besetzung Ungarns durch NS-Deutschland, wird als Verlust der „staatlichen Selbstbestimmung unserer Heimat“ bezeichnet, die erst am 2. Mai 1990, dem Tag der konstituierenden Sitzung der ersten frei gewählten Volksvertretung nach der Wende 1989/90, wiederhergestellt worden sei. Damit werden die NS-Diktatur der Pfeilkreuzler sowie die kommunistische Volksrepublik Ungarn nach dem Zweiten Weltkrieg aus der nationalen Geschichte Ungarns gleichsam ausgeklammert und als fremdbestimmt interpretiert. Dies wird deutlich u. a. durch die explizite Ablehnung der Rechtskontinuität mit der „kommunistische[n] Verfassung aus dem Jahre 1949, die die Grundlage einer Willkürherrschaft bildete“, und die Missbilligung der „infolge der Besetzung durch fremde Mächte eingetretene[n] Aufhebung unserer historischen Verfassung“. In diesem Zusammenhang verurteilt die Präambel zwar die „gegen die ungarische Nation und ihre Bürger während der nationalsozialistischen und kommunistischen Diktatur begangenen unmenschlichen Verbrechen“, lässt aber begangenes Unrecht sowie die aktive Beteiligung Ungarns am Zweiten Weltkrieg und teilweise am Holocaust bereits unter dem autoritären Horthy-Regime (an der Macht befindlich von 1920/21 bis 1944) unerwähnt.
In der Präambel werden verschiedene Werte benannt, denen sich die ungarische Verfassung und damit der ungarische Staat verpflichtet fühlen. Darunter finden sich eindeutige Bezüge auf das Christentum. Die Präambel würdigt die „unterschiedlichen religiösen Traditionen“ des Landes, hebt aber besonders die „Rolle des Christentums bei der Erhaltung der Nation“ hervor. In den Schlussbestimmungen der Verfassung wird auch die „Verantwortung vor Gott und Mensch“ betont. Der Glaube stelle neben Treue und Liebe einen der „grundsätzlichen Werte“ der „Zusammengehörigkeit“ der „Mitglieder der ungarischen Nation dar“. Als wichtigste gesellschaftliche Stützen werden „Familie und Nation“ benannt. Die „Kraft der Gemeinschaft“ und die „Ehre des Menschen“ speise sich aus der „Arbeit“ und der „Leistung des menschlichen Geistes“. Zur Überwindung der „moralischen Erschütterung“ im 20. Jahrhundert sei eine „seelische und geistige Erneuerung“ nötig. Schließlich wird die Bereitschaft beschworen, die „Ordnung unseres [= der Bürger von Ungarn] Landes auf die Zusammenarbeit unserer Nation zu gründen“.
Im Gegensatz zu den Präambeln vieler anderer Verfassungen stellt das „Nationale Bekenntnis“ nicht nur eine formelhafte Zusammenfassung der Absicht des Verfassungsgebers dar, sondern ist bei der rechtlichen Auslegung der Verfassung ausdrücklich zu berücksichtigen.

### Grundrechte und -pflichten

#### Grundrechte
Der Abschnitt „Freiheit und Verantwortung“ enthält einen 31 Artikel zählenden Grundrechtekatalog. Hierbei ist zwischen allgemeinen Grundrechten, die allen Menschen zustehen (Menschenrechte), und Bürgerrechten, die ausschließlich ungarischen Staatsangehörigen zukommen, zu unterscheiden.
Die Verfassung anerkennt die Grundrechte des Menschen als unantastbar und unveräußerlich, räumt aber ein, dass Grundrechte im Interesse des „Schutzes eines Wertes der Verfassung“ eingeschränkt werden können (Artikel I). Geschützt und garantiert werden die Menschenwürde, das Recht auf Leben (Artikel II), auf Freiheit und persönliche Sicherheit (Artikel IV), auf Verteidigung gegen rechtswidrige Übergriffe auf Person oder Eigentum (Artikel V), auf Privatsphäre und Datenschutz (Artikel VI), Gedanken-, Gewissens- und Religionsfreiheit (Artikel VII), Versammlungs- und Vereinigungsfreiheit (Artikel VIII), Meinungs- und Pressefreiheit (Artikel IX), die Freiheit der Kunst und der Wissenschaft (Artikel X), Berufsfreiheit (Artikel XII), das Recht auf Eigentum (Artikel XIII), das Asylrecht (Artikel XIV), das Recht auf körperliche und seelische Gesundheit (Artikel XX), das Recht auf eine intakte Umwelt (Artikel XXI), das Petitionsrecht (Artikel XXV), das Recht auf Freizügigkeit (Artikel XXVII) und das Recht auf einen fairen Gerichtsprozess und Rechtsbehelf (Artikel XXVIII). Das Recht auf Leben wird explizit auf Embryonen und Föten ab der Zeugung ausgedehnt (Artikel II). In Bezug auf die Freiheit der Religion betont die Verfassung zwar die Trennung von Staat und Kirchen, legt aber zugleich fest, dass „der Staat […] zur Erfüllung gemeinschaftlicher Ziele gemeinsam mit den Kirchen“ handele (Artikel VII). Folter, erniedrigende Strafen, Leibeigenschaft, Menschenhandel, unfreiwillige Experimente an Menschen, eugenische Maßnahmen und das Klonen von Menschen sind verboten (Artikel III). Es gilt die Gleichheit aller Menschen vor dem Gesetz und das Verbot von Diskriminierung aufgrund von „Rasse, Hautfarbe, Geschlecht, Behinderung, Sprache, Religion, politischer oder anderer Meinung, nationaler oder sozialer Herkunft, Vermögenslage, Geburt oder sonstigen Situationen“ (Artikel XV). Alter und sexuelle Orientierung werden darin nicht erwähnt. Insbesondere hebt Artikel XV die Gleichberechtigung von Mann und Frau hervor. Artikel L schreibt den Schutz der Ehe und der Familie als Staatsziel fest und definiert die Ehe als Lebensgemeinschaft zwischen Mann und Frau. Gleichgeschlechtliche Ehen sind damit ausgeschlossen. Artikel XVI regelt die Rechte von Minderjährigen. Nach Artikel IV sind in bestimmten Fällen lebenslange Haftstrafen ohne vorzeitige Haftentlassung möglich.
Zu den Bürgerrechten, die ungarischen Staatsangehörigen vorbehalten sind, gehören das Recht auf Bildung einschließlich kostenloser Grund- und Mittelschulbildung (Artikel XI), das Recht auf soziale Leistungen in bestimmten Fällen wie Krankheit, Invalidität, Alter oder unverschuldeter Arbeitslosigkeit (Artikel XIX) und das Wahlrecht (Artikel XXIII).
Die Grundrechte werden gemäß Artikel 30 von einem Ombudsmann für Grundrechte überwacht. Seine Aufgabe besteht darin, auf Ersuchen beliebiger Personen mögliche Verletzungen der Grundrechte zu überprüfen und Verbesserungen anzuregen. Er kann das Verfassungsgericht anrufen, um Rechtsvorschriften auf ihre Verfassungsmäßigkeit prüfen zu lassen (Artikel 24 Absatz 2e). Außerdem hat er dem Parlament jährlich Bericht zu erstatten. Gewählt wird der Ombudsmann auf sechs Jahre vom Parlament. Er darf keiner politischen Partei angehören und keine politischen Tätigkeiten ausüben.

#### Grundpflichten
Die ungarische Verfassung definiert nicht nur Menschen- und Bürgerrechte, sondern auch Grundpflichten, die entweder allen in Ungarn lebenden Personen oder den Staatsbürgern auferlegt werden. So gibt es nach Artikel XII eine Arbeitspflicht, d. h., jede Person hat je nach ihren Möglichkeiten und Fähigkeiten „zur Mehrung der Gemeinschaft beizutragen“. Eine ähnliche Bestimmung enthält Artikel N, der alle Personen verpflichtet, „zur Erfüllung der staatlichen und gemeinschaftlichen Aufgaben beizutragen“. Arbeitnehmer haben zwar das Recht auf Mitgliedschaft in einer Gewerkschaft, Abschluss von Tarifverträgen und Arbeitsniederlegung (Artikel XVII Absatz 2), relativiert wird dieses Recht jedoch durch Artikel XVII Absatz 1, welcher Arbeitnehmern und Arbeitgebern aufträgt, im Interesse des wirtschaftlichen Wohlergehens der Nation „und anderer gemeinschaftlicher Ziele“ zusammenzuwirken.
Artikel XVI regelt die Sorgepflicht von Eltern für ihre Kinder. Umgekehrt müssen auch volljährige Kinder für ihre Eltern sorgen, wenn diese bedürftig sind (Artikel XVI Absatz 4).
Artikel XXXI Absatz 1 schreibt schließlich fest, dass jeder ungarische Staatsangehörige „zum Schutz und zur Verteidigung der Heimat verpflichtet“ sei, und dies ohne Einschränkungen (zum Beispiel auf den Kriegszustand). Konkreter sind die darauffolgenden Absätze 2 bis 4: Ungarn unterhält zwar eine reine Berufsarmee, allerdings können volljährige männliche Staatsbürger mit Wohnsitz innerhalb der Landesgrenzen „in Ausnahmezuständen“ zum Wehrdienst mit oder ohne Waffe oder zur „Arbeitspflicht zur Landesverteidigung“ herangezogen werden. Der Ausnahmezustand kann gemäß Artikel 48 bei Kriegszustand oder direkter Kriegsgefahr ausgerufen werden (siehe Abschnitt „Ausnahmezustand und Notstand“).

#### Staatsangehörigkeit und Beziehung zu Minderheiten im eigenen Land und zu den im Ausland lebenden ungarischen Minderheiten

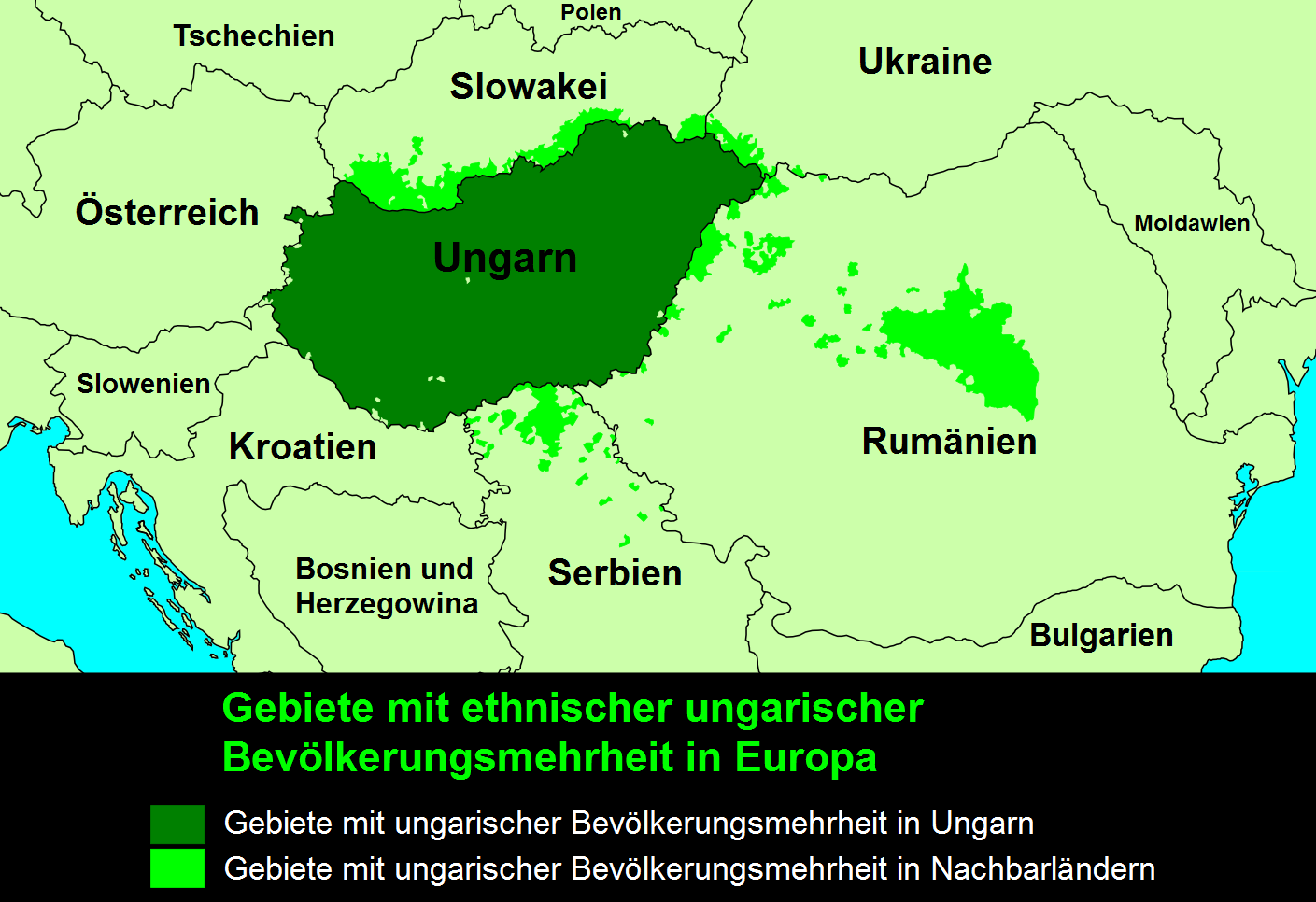
Ungarische Bevölkerungsmehrheiten in Mitteleuropa
(nach den Volkszählungen von 1991 und 1992)

Die ungarische Staatsangehörigkeit besitzt, wer als Kind ungarischer Staatsangehöriger zur Welt kommt oder wer die Staatsangehörigkeit gesetzmäßig erwirbt, und sie kann nicht entzogen werden (Artikel G). In Ungarn existiert bereits seit Mai 2010 ein Gesetz, das ungarischsprachigen Personen außerhalb der Landesgrenzen das Recht auf die ungarische Staatsangehörigkeit einräumt. Die Verfassung lässt die Möglichkeit offen, auch ungarischen Staatsangehörigen ohne Wohnsitz in Ungarn per Gesetz das Wahlrecht einzuräumen (Artikel XXIII Absatz 4).
Der ungarische Staat übernimmt ausdrücklich „Verantwortung für das Schicksal der außerhalb seiner Landesgrenzen lebenden Ungarn“ (Artikel D). Dies ist vor dem Hintergrund zu sehen, dass in den Nachbarländern Ungarns, vor allem in Rumänien (s. Magyaren in Rumänien), der Slowakei (s. Magyaren in der Slowakei), Serbien und der Ukraine, große ungarischsprachige Minderheiten leben. Die Verfassung verpflichtet den ungarischen Staat zur Förderung dieser ungarischsprachigen Gemeinschaften im Ausland und ihrer „Zusammenarbeit miteinander und mit Ungarn“ sowie zur Unterstützung der Bestrebungen dieser Gemeinschaften zur „Wahrung ihres Ungarntums“ (Artikel D).
Allen im Land lebenden Nationalitäten und Volksgruppen wird das Recht auf freie Identität, Gebrauch der Muttersprache und muttersprachlichen Unterricht eingeräumt (Artikel XXIX). Alleinige Amtssprache ist jedoch die ungarische Sprache, die vom Staat besonders geschützt wird (Artikel H). Ethnischen Minderheiten steht das Recht zu, eigene Selbstverwaltungsorgane zu gründen (Artikel XXIX).

### Organisation des Staates

#### Staatsbezeichnung und Staatsform
Die offizielle Staatsbezeichnung lautet „Ungarn“, nicht mehr – wie noch gemäß der alten Verfassung – „Republik Ungarn“. Ungarn ist eine Republik und ein demokratischer Rechtsstaat. Es gilt das Prinzip der Volkssouveränität, die durch Wahlen ausgeübt wird. In Ausnahmefällen sieht die Verfassung auch Referenden vor (siehe Abschnitt „Volksabstimmungen“). Die Verfassung bekennt sich zum Prinzip der Gewaltenteilung.

#### Legislative

##### Parlament und Gesetzgebungsverfahren

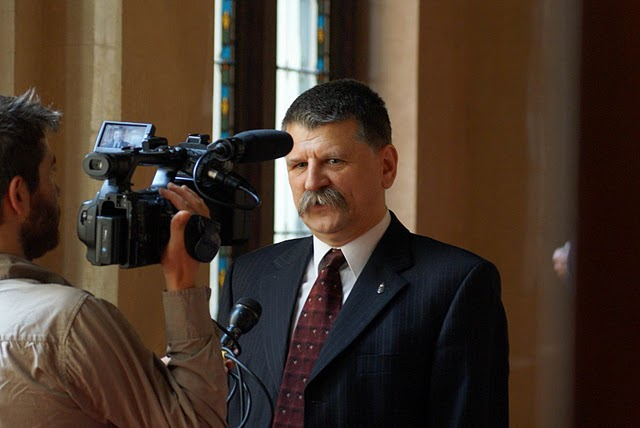
László Kövér, Parlamentspräsident seit 2010

Die Zusammensetzung und Befugnisse der gesetzgebenden Gewalt (Legislative) und das Gesetzgebungsverfahren sind in den Artikeln 1 bis 8 definiert. Nach Artikel 1 liegt die gesetzgebende Gewalt in den Händen des aus einer Kammer bestehenden ungarischen Parlaments, das zugleich die höchste Volksvertretung ist. Seine Zusammensetzung wird alle vier Jahre durch direkte und geheime Wahl vom Volk bestimmt. Das aktive und passive Wahlrecht steht grundsätzlich allen volljährigen ungarischen Staatsangehörigen zu, wobei es per Schwerpunktgesetz (siehe Abschnitt „Verfassungsänderungen und Schwerpunktgesetze“) an einen Wohnsitz in Ungarn, im Falle des passiven Wahlrechts auch an weitere Bedingungen geknüpft werden kann, aber nicht muss (Artikel XXIII). Die Volljährigkeit ist in der Verfassung selbst nicht definiert, sondern wird gesetzlich festgelegt. Das Parlament kann sich selbst auflösen oder vom Präsidenten aufgelöst werden, was innerhalb von 90 Tagen zu Neuwahlen führt.
Gesetzesinitiative haben alle Abgeordneten des Parlaments, die Regierung und der Präsident. Vom Parlament angenommene Gesetze müssen vom Präsidenten durch Unterschrift bestätigt werden. Ist der Präsident mit dem Gesetz nicht einverstanden, kann er es zur Prüfung an das Verfassungsgericht weiterleiten oder an das Parlament zurückgeben, wo es erneut debattiert wird. Auch der Gesetzesinitiator, die Regierung und der Parlamentspräsident dürfen Gesetze vor ihrer Verabschiedung an das Verfassungsgericht weiterleiten lassen.
Das Parlament wählt unter anderem den Präsidenten des Landes, die Verfassungsrichter, den Präsidenten der Kurie (siehe Abschnitt „Judikative“) und den Ombudsmann für Grundrechte (siehe Abschnitt „Grundrechte“).
Vorsitzender des Parlaments ist der Parlamentspräsident, der aus der Mitte der Parlamentsmitglieder gewählt wird. Der Parlamentspräsident muss vom Parlament angenommene Gesetze durch seine Unterschrift bestätigen und anschließend an den Staatspräsidenten zur Unterzeichnung weiterleiten. Er hat das Recht, eine Überprüfung der Verfassungskonformität angenommener Gesetze durch das Verfassungsgericht zu initiieren.

##### Volksabstimmungen
Artikel 8 des ungarischen Grundgesetzes regelt die Bedingungen für landesweite Volksabstimmungen (Referenden), die grundsätzlich möglich sind. Dazu bedarf es der Initiative von mindestens 200.000 Wahlberechtigten. Unterstützen mindestens 100.000 Wahlberechtigte ein Referendum oder wird ein Referendum vom Präsidenten oder der Regierung vorgeschlagen, so liegt es im Ermessen des Parlaments, ob es eine landesweite Volksabstimmung zulässt oder nicht. Das Ergebnis eines Referendums ist für das Parlament nur dann verbindlich, wenn über 50 Prozent aller Wahlberechtigten an der Abstimmung teilgenommen haben. Bestimmte Themen sind von Referenden ausgeschlossen, dazu gehören unter anderem Verfassungs- und Wahlrechtsänderungen, die Verhängung des Ausnahmezustandes oder Notstandes, die Teilnahme an Militäreinsätzen sowie die Haushalts- und Steuergesetzgebung.

##### Haushaltsgesetzgebung
Die Artikel 36 und 37 des Grundgesetzes beinhalten eine „Schuldenbremse“, welche die öffentliche Verschuldung Ungarns auf ein gewisses Maß begrenzen soll. Solange die Staatsverschuldung 50 Prozent des Bruttoinlandsproduktes (BIP) übersteigt, muss das Parlament demnach einen Staatshaushalt beschließen, der die Verschuldung im Verhältnis zum BIP senkt. Liegt der Schuldenstand bei höchstens 50 Prozent des BIP, ist jeder Haushalt, der dazu führt, dass die kritische Schwelle von 50 Prozent überschritten würde, verfassungswidrig. Ausnahmen sind nur in bestimmten Krisensituationen (andauernde Rezession, Notstand, Ausnahmezustand, Kriegsfall) zulässig. Überdies sind die Kompetenzen des Verfassungsgerichtes eingeschränkt, solange die Staatsverschuldung 50 Prozent des BIP übersteigt: Kernbestimmungen von Haushalts- und Steuergesetzen dürfen in diesem Fall nicht untersucht und kassiert werden (Artikel 37 Absatz 4).
Zur Überprüfung des Staatshaushalts sieht Artikel 44 eine spezielle Institution vor, den Haushaltsrat. Dieser setzt sich aus drei Mitgliedern zusammen. Der Präsident des Haushaltsrates wird vom Staatspräsidenten auf sechs Jahre ernannt. Die beiden übrigen Mitglieder sind der Präsident der Ungarischen Nationalbank, der nach Artikel 9 ebenfalls vom Staatspräsidenten ernannt wird und von einem Regierungsmitglied bestätigt werden muss, und der Präsident des Staatlichen Rechnungshofes, der gemäß Artikel 43 auf zwölf Jahre vom Parlament gewählt wird. Der Haushaltsrat prüft, ob der Staatshaushalt die Vorschriften der Schuldenbremse erfüllt, und muss ihm zustimmen. Ohne diese Zustimmung darf kein Haushalt verabschiedet werden. Nimmt das Parlament bis zum 31. März eines Jahres keinen Haushalt für das betreffende Jahr an, so kann der Präsident das Parlament auflösen und Neuwahlen ausschreiben (Artikel 3 Absatz 3).

##### Verfassungsänderungen und Schwerpunktgesetze
Änderungen der ungarischen Verfassung sind nur mit einer Zweidrittelmehrheit aller Parlamentsmitglieder möglich (Artikel S). Eine Zweidrittelmehrheit aller anwesenden Parlamentarier ist gemäß Artikel T für die Verabschiedung und Änderung sogenannter „Schwerpunktgesetze“ erforderlich, die damit annähernd Verfassungsrang erhalten. Im Grundgesetz wird an zahlreichen Stellen darauf verwiesen, dass bestimmte Aspekte nur in einem Schwerpunktgesetz ausführlich geregelt werden dürfen. Dies betrifft unter anderem Regelungen zu Staatsbürgerschaft, Schutz der Familie, Trennung von Kirche und Staat, Medienaufsicht, Wahlrecht, Wehrdienst, Gemeindeverwaltungen, Armee, Polizei, nationalen Sicherheitsdiensten und außerordentlichen Maßnahmen unter der besonderen Rechtsordnung (siehe Abschnitt „Besondere Rechtsordnung“).

#### Exekutive

##### Regierung und Ministerpräsident

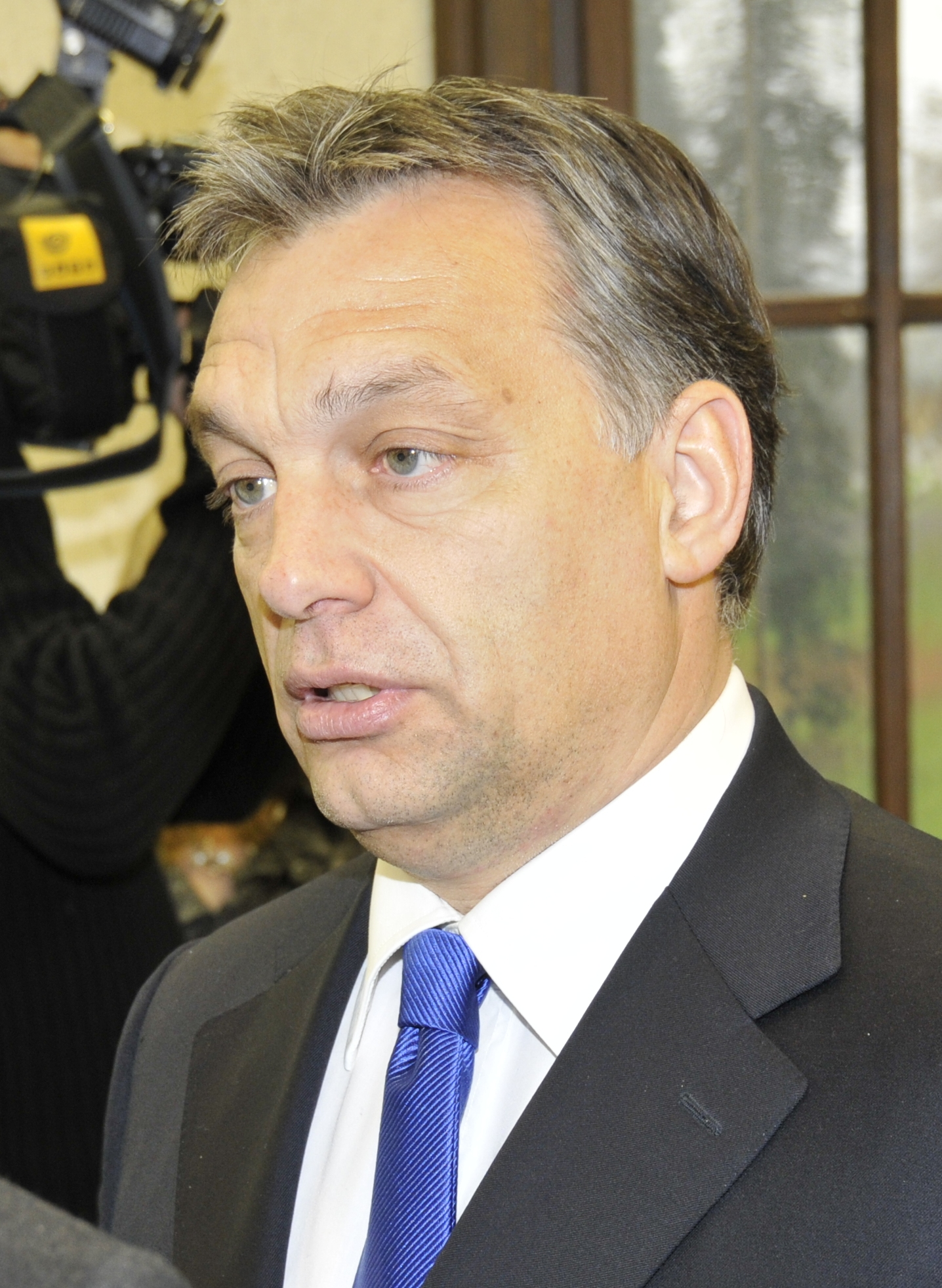
Viktor Orbán, Ministerpräsident seit 2010

Hauptträger der ausführenden Gewalt (Exekutive) ist die Regierung, deren Kompetenzen in den Artikeln 15 bis 22 festgelegt sind. Die Regierung ist dem Parlament verantwortlich und besteht aus dem Ministerpräsidenten und den Ministern. Der Ministerpräsident wird auf Vorschlag des Präsidenten vom Parlament gewählt und hat das Vorschlagsrecht für die Minister seiner Regierung, die dann vom Präsidenten bestätigt werden. Er bestimmt die „allgemeine Politik der Regierung“ (Artikel 18 Absatz 1). Damit kommt ihm de facto die wichtigste Position im Staat zu, obwohl er formal dem Präsidenten untersteht. Die Minister leiten ihre Ressorts zwar „im Rahmen der allgemeinen Politik der Regierung“ selbstständig, müssen sich aber vor dem Ministerpräsidenten verantworten (Artikel 18 Absätze 2 und 4).
Gegen den Ministerpräsidenten kann von einem Fünftel der Parlamentsabgeordneten ein Misstrauensantrag eingebracht werden. Wird der Antrag durch eine absolute parlamentarische Mehrheit bestätigt, ist der Ministerpräsident seines Amtes enthoben. Neuwahlen sind damit jedoch nicht verbunden, da jeder Misstrauensantrag einen Vorschlag für das Amt des Ministerpräsidenten enthalten muss. Mit der Annahme des Antrags durch das Parlament ist die vorgeschlagene Person automatisch zum neuen Ministerpräsidenten gewählt (konstruktives Misstrauensvotum). Umgekehrt kann ein amtierender Ministerpräsident auch die Vertrauensfrage stellen (Vertrauensvotum). Der Ministerpräsident kann jede Abstimmung im Parlament, zum Beispiel über einen Gesetzesentwurf, zum Vertrauensvotum erklären. Erreicht er dabei nicht die erforderliche absolute Mehrheit, so erlischt sein Mandat und damit das seiner Regierung. Der Präsident schlägt dann einen neuen Ministerpräsidenten vor. Wird dieser vom Parlament nicht innerhalb von 40 Tagen bestätigt, kann der Präsident das Parlament auflösen und Neuwahlen ansetzen.

##### Präsident

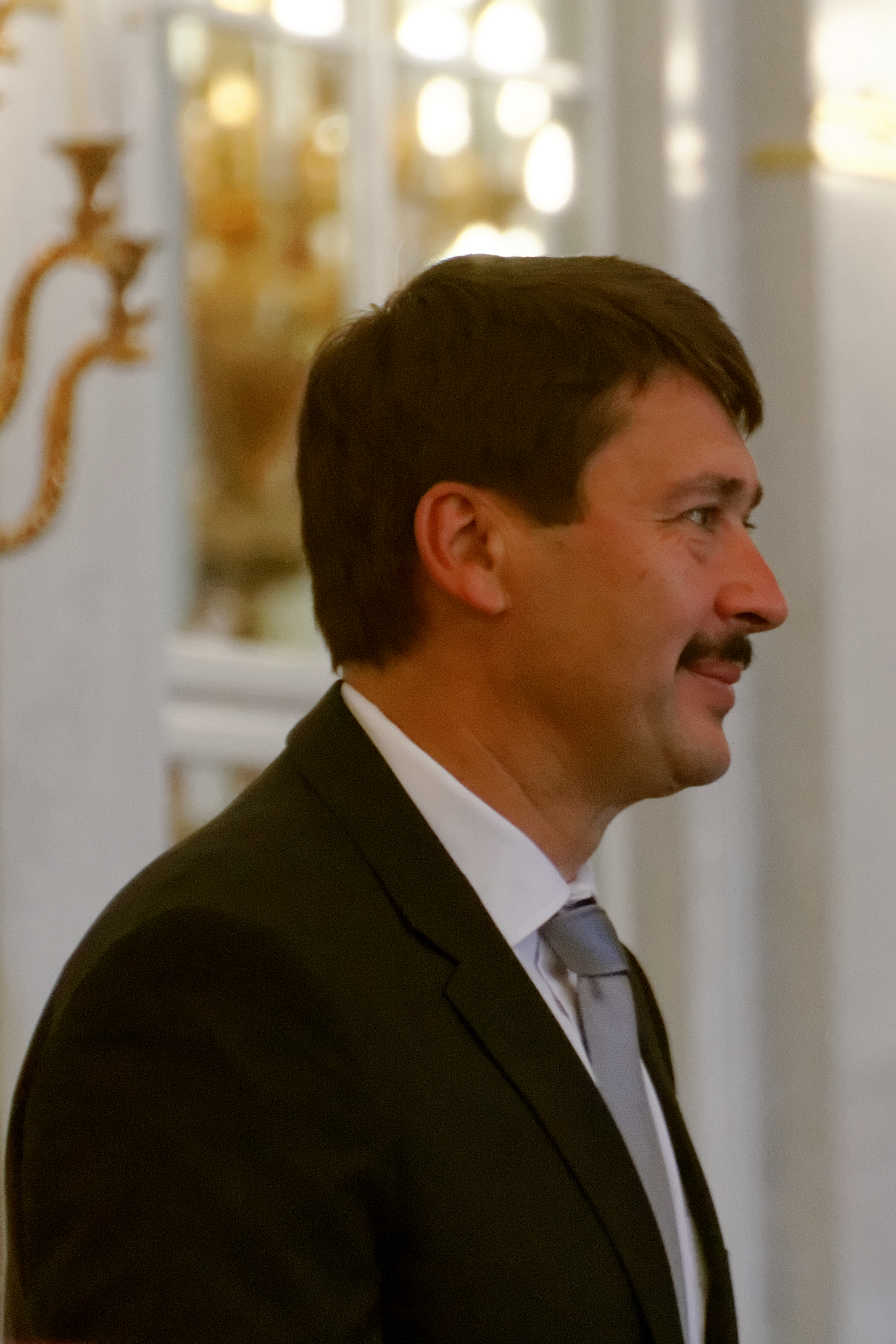
János Áder, Staatspräsident 2012–2022

Der ungarische Präsident ist Staatsoberhaupt des Landes, hat aber weitestgehend repräsentative Aufgaben. Seine Befugnisse sind in den Artikeln 9 bis 14 geregelt. Jedes Gesetz muss von ihm unterzeichnet werden. Der Präsident darf die Unterschrift verweigern und das entsprechende Gesetz zur Überarbeitung an das Parlament zurück- oder zur Überprüfung an das Verfassungsgericht weiterleiten. Darüber hinaus hat er das Recht, Gesetze oder Referenden zu initiieren. Gesetzgebungskompetenzen stehen ihm aber nicht zu. Der Präsident darf das Parlament auflösen und Neuwahlen ansetzen, wenn sich das Parlament nach Erlöschen des Mandats des Ministerpräsidenten (z. B. nach dessen Abwahl, Rücktritt oder Tod) auf keinen Nachfolger einigen kann oder wenn das Parlament den Staatshaushalt nicht wie im Grundgesetz vorgeschrieben rechtzeitig verabschiedet (siehe Abschnitt „Haushaltsgesetzgebung“). Der Präsident ist zumindest der Form nach Oberbefehlshaber der ungarischen Armee, wenngleich „das Wirken der Ungarischen Armee […] von der Regierung angeleitet“ wird (Artikel 45 Absatz 2). Er hat das Ernennungsrecht für die Richter und den Präsidenten des Haushaltsrates und den Präsidenten der Ungarischen Akademie der Wissenschaften. Minister, Botschafter, Generäle, der Präsident der Ungarischen Nationalbank und Universitätsrektoren dürfen hingegen nur mit Zustimmung eines Regierungsmitglieds ernannt werden, wobei der Präsident die Ernennung verweigern darf, wenn er dadurch „schwerwiegende Störungen des demokratischen Funktionierens der Staatsorganisation“ befürchtet (Artikel 9 Absatz 6). Daneben übernimmt der Präsident zeremonielle Funktionen wie die Vertretung Ungarns oder die Verleihung hoher staatlicher Auszeichnungen.
Der Präsident wird vom Parlament auf fünf Jahre gewählt. Für das Amt kandidieren darf jeder ungarische Staatsbürger ab einem Alter von 35 Jahren. Es ist höchstens eine Wiederwahl vorgesehen. Handelt der Präsident verfassungs- oder gesetzeswidrig, kann das Parlament mit einer Zweidrittelmehrheit aller Abgeordneten ein Amtsenthebungsverfahren gegen ihn einleiten. Das Verfassungsgericht befindet dann, ob er seines Amtes enthoben wird oder nicht. Scheidet der Staatspräsident vorzeitig aus dem Amt oder ist er vorübergehend an der Ausübung seines Amtes gehindert, so übernimmt der Parlamentspräsident dessen Amtsgeschäfte.

#### Judikative
Das oberste Gericht Ungarns ist das Verfassungsgericht, dessen Aufgaben und Kompetenzen durch Artikel 24 geregelt werden. Seine Hauptaufgabe ist der Schutz des Grundgesetzes. Zu diesem Zweck darf es Gesetze, Rechtsvorschriften und richterliche Entscheidungen auf Konformität mit dem Grundgesetz untersuchen. Dies kann auf eigene Initiative, aufgrund einer Verfassungsbeschwerde oder auf Verlangen der Regierung, eines Viertels der Parlamentsabgeordneten oder des Ombudsmanns für Grundrechte geschehen. Angenommene, aber noch nicht verkündete Gesetze können von der Regierung, dem Präsidenten, dem Parlamentspräsidenten oder dem jeweiligen Gesetzesinitiator an das Verfassungsgericht weitergeleitet werden, wobei dem Gericht in diesem Fall eine Entscheidungsfrist von 30 Tagen, bei wiederholter Prüfung eines zuvor bereits weitergeleiteten Gesetzes eine Frist von 10 Tagen gesetzt ist (Artikel 6 Absätze 2, 4, 6 und 8). Auch die Vereinbarkeit nationaler Rechtsvorschriften mit internationalen Verträgen fällt in den Kompetenzbereich des Verfassungsgerichts. Die Verfassungsbestimmungen zur Schuldenbremse (siehe Abschnitt „Haushaltsgesetzgebung“) sehen jedoch eine Einschränkung des Handlungsspielraums vor. Solange der Schuldenstand Ungarns 50 Prozent des Bruttoinlandsproduktes übersteigt, darf das Gericht zentrale Aspekte der Finanz- und Steuergesetzgebung nicht überprüfen und für ungültig erklären (Artikel 37 Absatz 4). Das Verfassungsgericht besteht aus 15 Richtern, die vom Parlament mit Zweidrittelmehrheit auf zwölf Jahre gewählt werden. Das Parlament wählt außerdem einen dieser Richter zum Präsidenten. Die Verfassungsrichter dürfen nicht Mitglieder einer politischen Partei sein und keiner politischen Tätigkeit nachgehen.
Als höchste Instanz in straf-, privat- und verwaltungsrechtlichen Angelegenheiten fungiert nach Artikel 25 nicht das Verfassungsgericht, sondern die Kúria (Kurie). Die Kurialrichter werden vom Präsidenten ernannt, mit Ausnahme des Präsidenten der Kurie, welcher durch eine Zweidrittelmehrheit des Parlaments gewählt wird (Artikel 26). Die Amtszeit des Präsidenten der Kurie beträgt neun Jahre.

### Besondere Rechtsordnung
Die Artikel 48 bis 54 legen eine „besondere Rechtsordnung“ fest, die Regelungen für den Ausnahmezustand, den Notstand, den Verteidigungsfall und für Katastrophensituationen umfassen. Unter der besonderen Rechtsordnung können die meisten der in der Verfassung verbürgten Grundrechte eingeschränkt werden, das Grundgesetz darf jedoch nicht außer Kraft gesetzt werden (Artikel 54 Absätze 1 und 2). Sie hat solange Bestand, bis die Ursachen für ihre Ausrufung beseitigt sind.

#### Ausnahmezustand und Notstand
Der Ausnahmezustand wird im Kriegsfall oder bei Kriegsgefahr mit Zweidrittelmehrheit vom Parlament ausgerufen und berechtigt dieses, einen Rat für Landesverteidigung einzuberufen. Die Entscheidung über Krieg und Frieden fällt das Parlament mit einer Zweidrittelmehrheit. Der Rat für Landesverteidigung setzt sich aus der Regierung, dem Präsidenten, dem Parlamentspräsidenten, je einem Vertreter aller Parlamentsparteien und – mit beratender Funktion – dem Generalstabschef der Armee zusammen. Der Rat übernimmt die verfassungsmäßigen Funktionen von Parlament, Regierung und Präsident.
Der Notstand kann von zwei Dritteln aller Parlamentsabgeordneten im Falle eines bewaffneten Umsturz- oder Machtergreifungsversuches oder bei bewaffneten Angriffen auf Leben und Eigentum verkündet werden. In Notstandszeiten darf neben der Polizei und den übrigen staatlichen Sicherheitsdiensten auch die Armee eingesetzt werden, um die Notstandssituation zu beenden. Der Präsident kann Notverordnungen mit 30-tägiger Geltungsdauer erlassen, die vom Parlament vorzeitig ausgesetzt oder verlängert werden dürfen.
Ist das Parlament aufgrund einer Sitzungspause verhindert oder kann es „wegen der Kürze der Zeit, weiterhin wegen der den Kriegszustand, den Ausnahmezustand oder den Notstand auslösenden Ereignisse“ nicht einberufen werden, so darf der Präsident den Krieg erklären, den Ausnahmezustand verkünden oder den Notstand ausrufen (Artikel 48 Absätze 3 und 4). Die Entscheidung muss im Nachhinein vom Parlament mit Zweidrittelmehrheit bestätigt werden. Solange der Notstand oder Ausnahmezustand gilt, darf das Parlament nicht aufgelöst werden. Wahlen sind in diesem Zeitraum ausgeschlossen.

#### Präventive Verteidigungssituationen und Gefahrensituationen
Nach Artikel 51 ist das Parlament bei Gefahr eines bewaffneten Angriffs von außen oder im Rahmen von Bündnisverpflichtungen berechtigt, mit einer Zweidrittelmehrheit eine sogenannte „präventive Verteidigungssituation“ auszurufen. Dadurch wird die Regierung ermächtigt, unter Umgehung des üblichen Gesetzgebungsverfahrens mit Verordnungen zu regieren, die so lange gelten, bis die Verteidigungssituation endet. Die präventive Verteidigungssituation wird vom Parlament befristet, kann aber beliebig verlängert werden.
Als Gefahrensituationen gelten gemäß Artikel 53 Naturkatastrophen und Industrieunfälle. Auch in diesen Fällen kann die Regierung mit Verordnungen regieren. Die Verordnungen bleiben 15 Tage in Kraft, können aber verlängert werden. Gefahrensituationen werden von der Regierung ausgerufen.

## Novelle von 2013
Am 11. März 2013 beschloss das ungarische Parlament mit den Stimmen der konservativen Parteien eine weitere Änderung des Grundgesetzes. Sie beschränkt vor allem die Befugnisse des Verfassungsgerichts. Die Höchstrichter dürfen Verfassungsänderungen und ‑zusätze künftig nur noch verfahrensrechtlich, nicht mehr inhaltlich prüfen. Darüber hinaus ist es ihnen verwehrt, sich auf die eigene Spruchpraxis aus der Zeit vor Inkrafttreten der derzeitigen Verfassung im Januar 2012 zu berufen. Außerdem erlaubt das Grundgesetz Ungarns in seiner neuen Fassung, Wahlwerbung in privaten Medien zu verbieten und Obdachlose zu bestrafen, wenn sie im Freien übernachten.
Am 26. März 2013 unterzeichnete Präsident János Áder die Novelle.

## Novelle von 2018
In der neuen Verfassung von 2018 wurde von dem Hintergrund der Flüchtlingskrise, im Artikel 5 nun die Ansiedlung fremder Völker verboten. Ferner wurde auch die Identität Ungarns auf eine christlich-abendländische festgelegt.

## Kritik
Die Verfassung rief in ihrer 2011 verabschiedeten Fassung sowohl in Ungarn als auch im Ausland viel Kritik hervor. Angehörige der Opposition und gemäßigte Konservative bemängelten, dass die mit einer Zweidrittelmehrheit im Parlament ausgestattete Regierungspartei Fidesz ihre eigene nationalkonservative Ideologie in der Verfassung festschreiben wolle. Die größte Oppositionspartei, die sozialdemokratische MSZP, und die grüne Partei LMP verweigerten aus diesem Grund ihre Mitarbeit am Verfassungsentwurf. Die meisten Abgeordneten der beiden Parteien boykottierten auch die Abstimmung am 18. April 2011. Die unabhängige Parlamentsabgeordnete Katalin Szili legte einen alternativen Entwurf für eine „Verfassung der Republik Ungarn“ vor, der jedoch am 28. März 2011 mit klarer Mehrheit abgelehnt wurde. Im Vorfeld der Verabschiedung des Verfassungsentwurfes demonstrierten in Budapest mehrere tausend Menschen gegen das geplante Grundgesetz. Ein Hauptkritikpunkt ist die Beschneidung der Befugnisse des Verfassungsgerichts, die der ehemalige Staatspräsident László Sólyom als „schweren Rückschlag“ bezeichnete. Der ungarische Ombudsmann für Minderheiten, Ernő Kállai, dessen Amt durch die neue Verfassung abgeschafft und durch eine Ombudsperson mit allgemeinerem Aufgabenbereich ersetzt wurde, sprach „im Hinblick auf die Rechte der Minderheiten in Ungarn“ von einem „Rückschritt“.
Auch international gab es umfassende Kritik an der neuen ungarischen Verfassung. Die liberale Fraktion (ALDE) im Europäischen Parlament kritisierte in einer Stellungnahme unter anderem den fehlenden Schutz vor Diskriminierung aufgrund des Alters und der sexuellen Orientierung, die Bestimmungen zum Lebensschutz, die einem Abtreibungsverbot gleichkämen, die Überbetonung von Werten wie Glaube, Gemeinschaft und Nation gegenüber dem Individuum, die Verankerung traditioneller Familienvorstellungen und des Christentums als Grundlage der ungarischen Nation sowie die Beschneidung der Rechte des Verfassungsgerichts. Der ALDE-Fraktionsvorsitzende und ehemalige belgische Premierminister Guy Verhofstadt bezeichnete die Verfassung als ein „Trojanisches Pferd für ein autoritäreres politisches System in Ungarn“, während ungarische Europaparlamentarier Verhofstadts Kritik als parteiisch zurückwiesen. Die Venedig-Kommission des Europarates gab auf Wunsch der ungarischen Regierung eine Beurteilung der neuen Verfassung ab und monierte darin zahlreiche Mängel und Defizite. In ihrem Bericht vom Juni 2011 hebt die Kommission zwar hervor, dass grundlegende demokratische und rechtsstaatliche Prinzipien eingehalten seien und fundamentale Rechte geschützt würden, zugleich beanstandet sie aber unter anderem die Schwächung des Verfassungsgerichts, die übermäßige und mangelhaft begründete Anwendung der „Schwerpunktgesetze“, die ungenügende demokratische Legitimation und das Vetorecht des Haushaltsrates, die unscharfe Definition der Pressefreiheit, der Minderheitenrechte und der Gerichtsverfassung sowie die auslegungsoffene Beschreibung des Verhältnisses zu den im Ausland lebenden ungarischen Minderheiten. Lebenslange Haftstrafen ohne die Möglichkeit vorzeitiger Entlassung, wie in Artikel IV der Verfassung vorgesehen, verstoßen nach ihrer Auffassung gegen europäische Menschenrechtsstandards. Als problematisch sieht die Kommission auch bestimmte Aspekte der Präambel an, darunter die vage Bezugnahme auf die „historische Verfassung“ Ungarns als Rechtsmaßstab und den Ausschluss der in Ungarn lebenden Minderheiten aus der „ungarischen Nation“. Kritisiert wird zudem der Verfassungsgebungsprozess, dem es an Transparenz, parteienübergreifender Zusammenarbeit und Einbindung der Öffentlichkeit gemangelt habe. Vertreter der Regierungspartei Fidesz wiesen die Kritik der Venedig-Kommission zurück. So verlautbarte der Fidesz-Europaabgeordnete József Szájer: „Ungarn nimmt das Urteil der Venedig-Kommission zur neuen Verfassung nicht an“. In einem gemeinsamen Entschließungsantrag vom 1. Juli 2011 forderten die Fraktionen der Liberalen, Sozialdemokraten, Grünen und Linken im Europaparlament die ungarische Regierung auf, die Empfehlungen der Venedig-Kommission umzusetzen.
Nach Inkrafttreten der Verfassung kam es am 2. Januar 2012 zu einer großen Demonstration vor dem Opernhaus in Budapest, an der mehrere zehntausend Menschen, nach Angaben der Organisatoren 100.000 Menschen teilnahmen. Die Menge kritisierte die Verfassung und forderte den Rücktritt von Ministerpräsident Orbán. Die Europäische Kommission kritisierte am 3. Januar 2012 verschiedene Verfassungszusätze, die kurz vor Inkrafttreten der Verfassung verabschiedet worden waren, darunter ein Gesetz, das die Unabhängigkeit der ungarischen Zentralbank einschränkt, und kündigte an, die Vereinbarkeit dieser Gesetze und der Verfassung mit geltendem EU-Recht zu überprüfen und gegebenenfalls juristische Schritte gegen Ungarn zu ergreifen.
Am 25. April 2012 entschied die EU-Kommission, Klage gegen Ungarn am Europäischen Gerichtshof wegen Verletzung der EU-Verträge einzureichen. Diese sieht die Unabhängigkeit der Justiz und des Datenschutzbeauftragten als bedroht an. Gleichzeitig machte die EU-Kommission jedoch auch den Weg für neue Gespräche über Finanzhilfen an Ungarn frei, die seit Monaten eingestellt waren.

Auch an der Novelle vom März 2013 gab es scharfe Kritik im In- und Ausland. Kritiker warfen Ungarn vor, die Bürgerrechte massiv einzuschränken. EU-Kommissionspräsident José Manuel Barroso forderte Orbán in einem Telefonat auf, von der Verfassungsreform abzusehen, weil diese den Prinzipien eines Rechtsstaates widerspreche. Eine Sprecherin Barrosos warnte am Montag in Brüssel, dass die EU-Kommission abermals ein Verfahren gegen das mitteleuropäische Land einleiten könnte. „Wir werden nicht zögern, alle uns zur Verfügung stehenden Mittel zu nutzen, um sicherzustellen, dass die Mitgliedstaaten ihre Verpflichtungen erfüllen“, sagte die Sprecherin. „Nach der Abstimmung werden wir prüfen, was wir als nächstes tun werden.“